# Martin Thomas
Martin Thomas (ur. 15 września 1989 r.) – francuski kajakarz górski, brązowy medalista mistrzostw świata, dwukrotny srebrny medalista mistrzostw Europy.